# Cratere Goddard
Goddard è un cratere lunare di 93,18 km situato nella parte nord-orientale della faccia visibile della Luna, nel Mare Marginis, a nordest del cratere Neper. I resti del cratere Ibn Yunus sono adiacenti al bordo sudest e a nordest è presente il cratere Al-Biruni. A causa della sua posizione in prossimità del terminatore, Goddard è meglio osservabile durante i periodi di librazione favorevoli.
Il bordo del cratere è stato quasi completamente distrutto nel lato meridionale e il fondo interno è connesso al mare circostante attraverso dei varchi presenti in quella sezione della parete. Il resto del bordo è consumato e rimane solo un anello di terreno accidentato che circonda la superficie interna.
Il fondo è stato ricoperto dalla lava e appare piatto e senza caratteristiche di rilievo. Non c'è un picco centrale e qualche cratere minore segna la superficie.
Il cratere è dedicato allo scienziato statunitense Robert Goddard.

## Crateri correlati
Alcuni crateri minori situati in prossimità di Goddard sono convenzionalmente identificati, sulle mappe lunari, attraverso una lettera associata al nome.
| Goddard | Coordinate            | Diametro (in km) |
| ------- | --------------------- | ---------------- |
| A       | 17°04′12″N 89°42′36″E | 11,06            |
| B       | 16°07′48″N 86°56′24″E | 12,22            |
| C       | 16°48′36″N 85°12′36″E | 48,19            |